# Infrarotstrahler

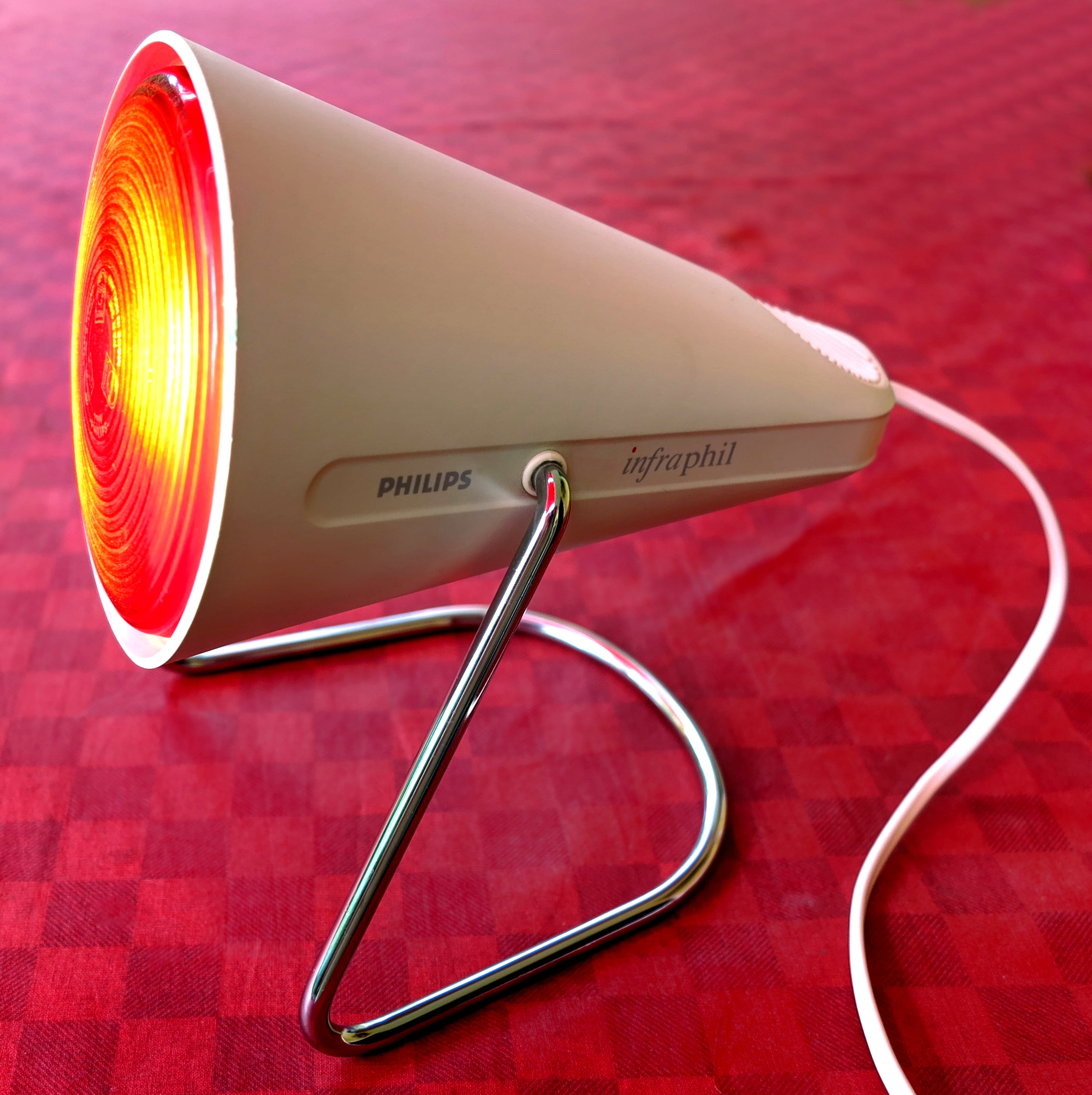
Infrarotlampe zum Erwärmen von Körperstellen (150 W, 230 V).
Dieser Typ Wärmelampen sendet auch einen Teil sichtbares Rotlicht aus.

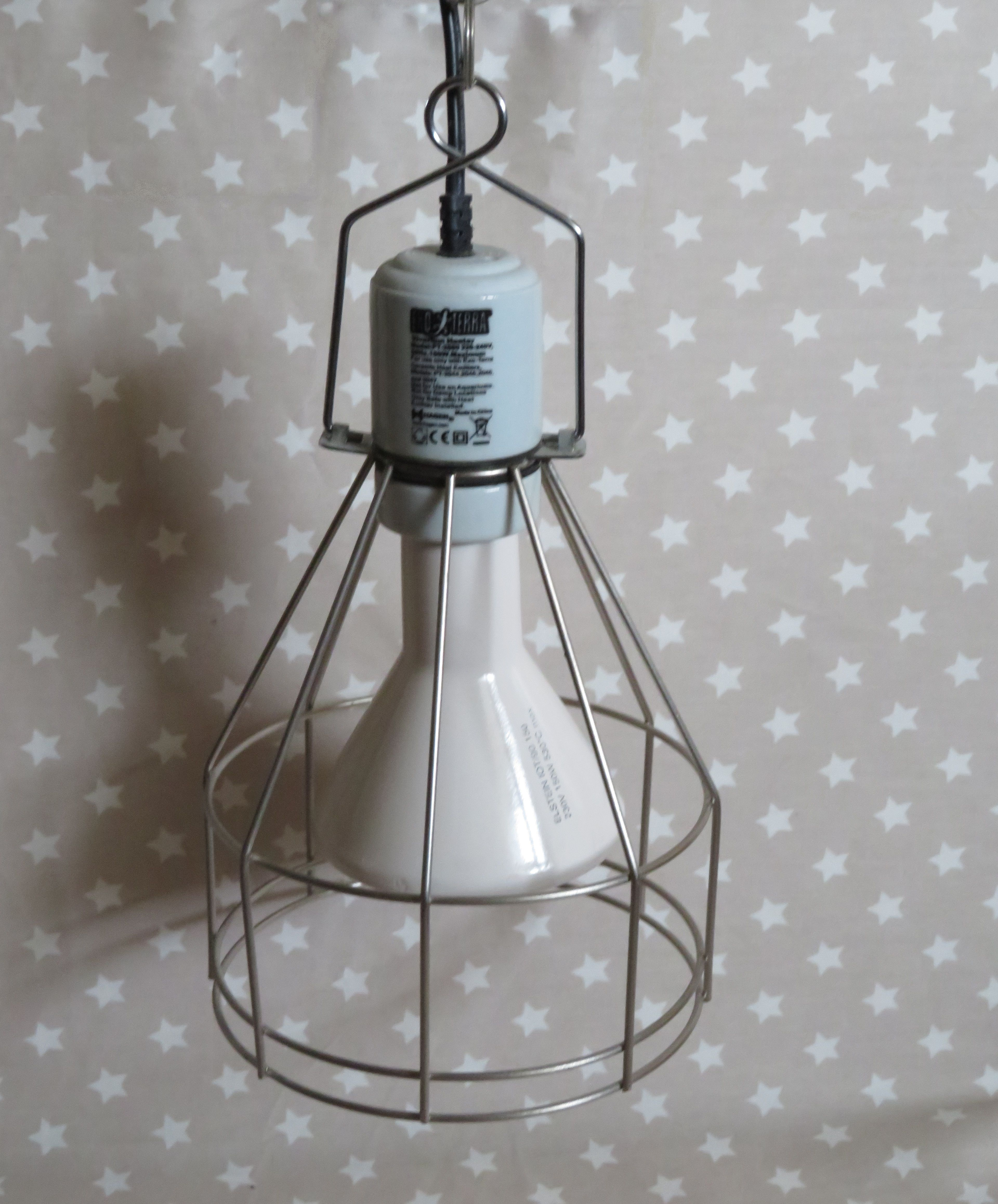
Infrarot-Wärmelampe für Terrarien ohne sichtbaren Rotlichtanteil

Infrarotstrahler sind Geräte oder Bauteile, die Infrarotstrahlung aussenden und überwiegend für Erwärmungs- oder Trocknungszwecke eingesetzt werden. Anwendungsgebiete umfassen die Tierhaltung, insbesondere bei Reptilien, Wärmelampen in der Gastronomie, elektrische Saunen, die Beheizung von Hallen und Wohnräumen sowie medizinische Therapieanwendungen. Als Energiequellen dienen entweder brennbares Gas oder elektrischer Strom.
Im Unterschied zu konventionellen Heizungssystemen erwärmen Infrarotstrahler primär die bestrahlte Oberfläche statt der umgebenden Luft. Dieser direkte Wärmeübertragungsmechanismus unterscheidet sie von anderen Heizungstypen.
Neben den breitbandig strahlenden Infrarotstrahlern existieren auch Spezialgeräte, die Infrarotstrahlung in einem engen Spektralbereich emittieren. Beispiele hierfür sind Infrarotlaser, insbesondere Kohlendioxidlaser und Infrarotleuchtdioden. Diese emittieren Infrarotstrahlung in einem spezifischeren Wellenlängenbereich.

## Infrarotstrahler
Infrarotstrahler basieren auf einem einfachen Prinzip, das sich mit der Erfahrung eines Sonnenbades auf einem Gletscher vergleichen lässt. Trotz der Umgebungstemperaturen unterhalb des Gefrierpunktes kann es in der direkten Sonneneinstrahlung warm sein. Dies liegt an der Wärmestrahlung der Sonne, die bei Auftreffen auf Oberflächen wie der Haut teilweise absorbiert und in Wärme umgewandelt wird. In ähnlicher Weise emittieren Infrarotstrahler Wärmestrahlung, die bei Kontakt mit Objekten absorbiert wird und diese erwärmt.

Infrarotstrahlung ist elektromagnetische Strahlung in einem Wellenlängenbereich unmittelbar oberhalb des sichtbaren Lichts.

Infrarotstrahlung stellt nur einen kleinen Teil des elektromagnetischen Spektrums dar. Strahlung mit kürzeren Wellenlängen als Infrarot liegt im sichtbaren oder (bei noch kürzeren Wellenlängen) im gesundheitsschädlichen Bereich (Ionisierende Strahlung) und ist daher unerwünscht. Strahlung mit höherer Wellenlänge hingegen wird zunehmend schlechter absorbiert, beispielsweise Radar und Rundfunk.
Generell gilt, dass jede Strahlung von Materie absorbiert wird, wenn die jeweiligen Atome und Moleküle das Energieniveau, das der jeweiligen Strahlungsfrequenz entspricht, aufnehmen können. Die Frequenzbereiche der Moleküle in der Luft unterscheiden sich von denen von flüssigen oder festen Körpern. Beispielsweise erwärmt Infrarotstrahlung Luft nur vergleichsweise wenig; anders als hingegen Festkörper. Die Energieübertragung erfolgt damit zielgerichtet und direkt und unterscheidet sich deutlich vom Prinzip der Konvektion, d. h. der Erwärmung der Umgebungsluft und dem Transport der Wärmeenergie über ein mobiles Medium. Ziel ist es, den konvektiven Verlust (aufsteigende Warmluft) so gering wie möglich zu halten. Durch eine Abstimmung von abgestrahlter Frequenz und Ziel (z. B. ein bestimmtes Metall) kann die Übertragung noch selektiver werden.

## Infrarotheizung
Infrarotheizungen gehören zu den Strahlungs- oder Wärmewellenheizungen. Sie werden vornehmlich in Hallen eingesetzt, in denen herkömmliche Konvektionsheizungen unwirtschaftlich wären, da deren Warmluft weitgehend ungenutzt unter dem Hallendach verweilt. Der Vorteil der Infrarotheizungen liegt in ihrer effizienteren Nutzung der Heizenergie. Dies ist bei Hellstrahlersystemen der Fall, die mit höherer Temperatur und geringerer Fläche des Strahlers arbeiten. Dunkelstrahlersysteme weisen im Vergleich zu anderen Strahlersystemen eine geringere Brandgefahr auf.
Für den Einsatz im Wohnbereich werden Strahler hinter einer Schutzhülle ins Gehäuse eingefasst, um Verbrennungen am menschlichen Körper im Falle kurzzeitiger Berührung mit der 80–100 °C heißen Strahleroberfläche (bei Flächenstrahlern, bei IR-Heizstäben deutlich mehr) zu verhindern. Die Heizungen werden in vielen verschiedenen Varianten als Fläche, Spiegel, Bild oder Kugel, in Ausführungen als fix positionierte Einrichtungskomponente oder als ortsvariables (Trage-)Gerät gefertigt.
Aufgrund der gleichmäßigen Strahlungswärme, der geringen Lufterwärmung und ‑bewegung und des damit einhergehenden geringeren Heizbedarfs kommen Infrarotheizgeräte z. B. in großen oder schlecht gedämmten Räumen und vor allem im Außenbereich zur Anwendung (Straßencafés, Terrassen, Weihnachtsmärkte etc.). Im Unterschied zu konventionellen Heizkörpern wird nicht die Raumluft schichtweise erwärmt, sondern lediglich die angestrahlten Körper, welche die Wärme anschließend an die Luft abgeben. Infrarotheizungen werden mit diesem Argument oft als sehr sparsame Heizungen beworben, bei Dauerbetrieb zur Raumheizung ist eine Infrarotheizung allerdings ähnlich ineffizient wie jede andere Form der Elektroheizung.
Zu den Vorteilen von Infrarotheizungen zählen die niedrigen Investitionskosten, die nicht nötige Wartung und Instandhaltung, die kurze Reaktionszeit und ein hoher Wirkungsgrad am Ort der Heizung durch vollständige Umwandlung  von elektrischer Energie in Wärmeenergie (Stromerzeugung nicht mit berücksichtigt).

### Schlechte Energiebilanz
Nachteilig ist insbesondere die geringe Energieeffizienz und damit auch der hohe Stromverbrauch, sodass Infrarotheizungen vor allem für sehr effiziente Gebäude geeignet sind. Verglichen mit Wärmepumpenheizungen benötigen Infrarotheizungen etwa dreimal so viel elektrische Energie. Aufgrund dieser Eigenschaften erweisen sich Infrarotheizungen ebenfalls als Problem für die Stromversorgung, da sie die Spitzenlast an kalten Wintertagen unverhältnismäßig stark ansteigen lassen. Damit gehen folglich auch hohe Betriebskosten einher, da viel Strom bezogen werden muss, und bei Bezug von Strom aus fossilen Energien hohe Treibhausgasemissionen entstehen. Zudem muss im Gebäude ein separates System für die Erzeugung von Warmwasser installiert werden.

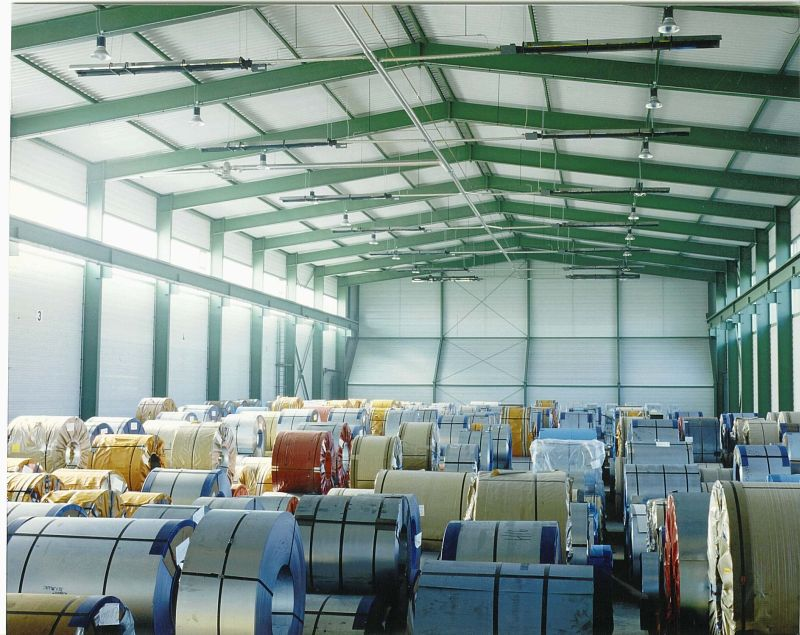
Infrarotheizungen in einer Lagerhalle für Coils
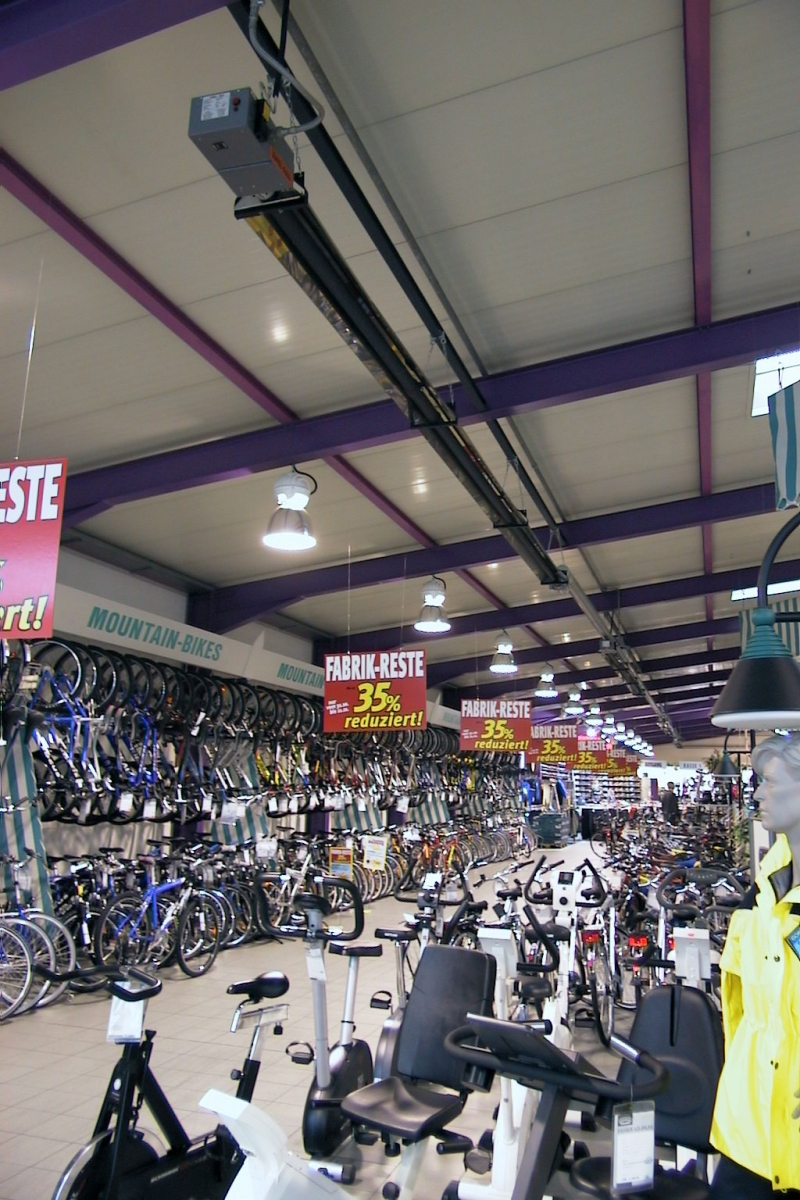
Beheizung eines Fahrradverkaufraums durch Infrarotheizungen
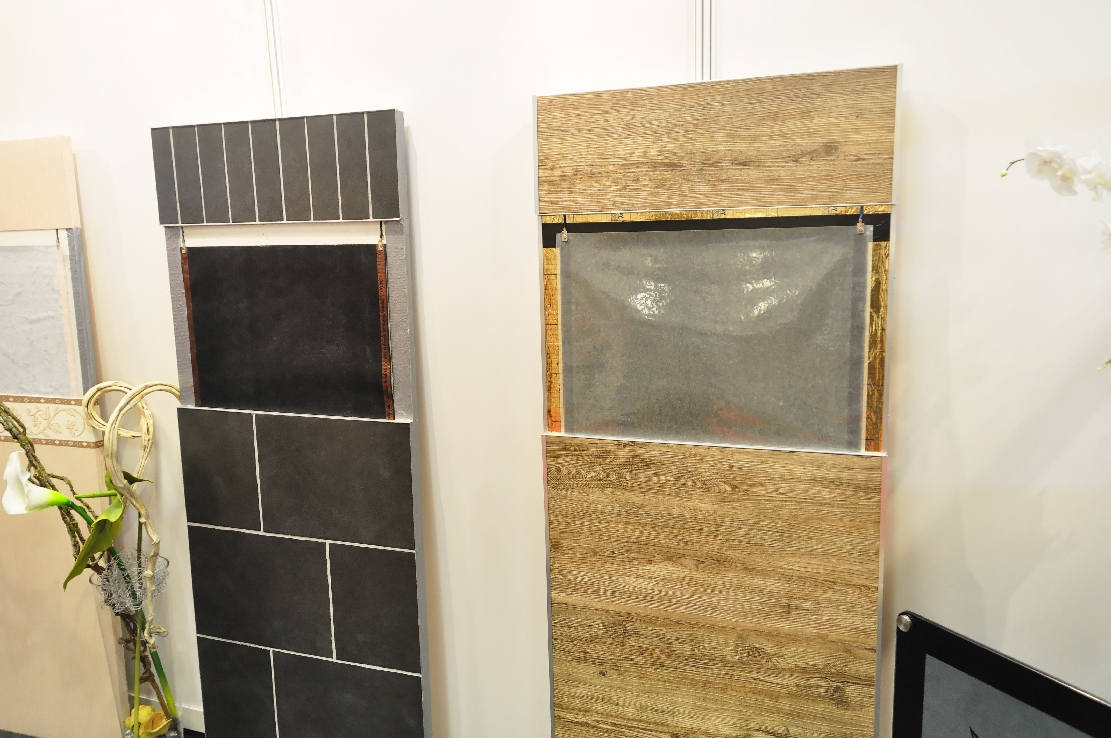
Details zu Infrarotheizungen auf einer Messe
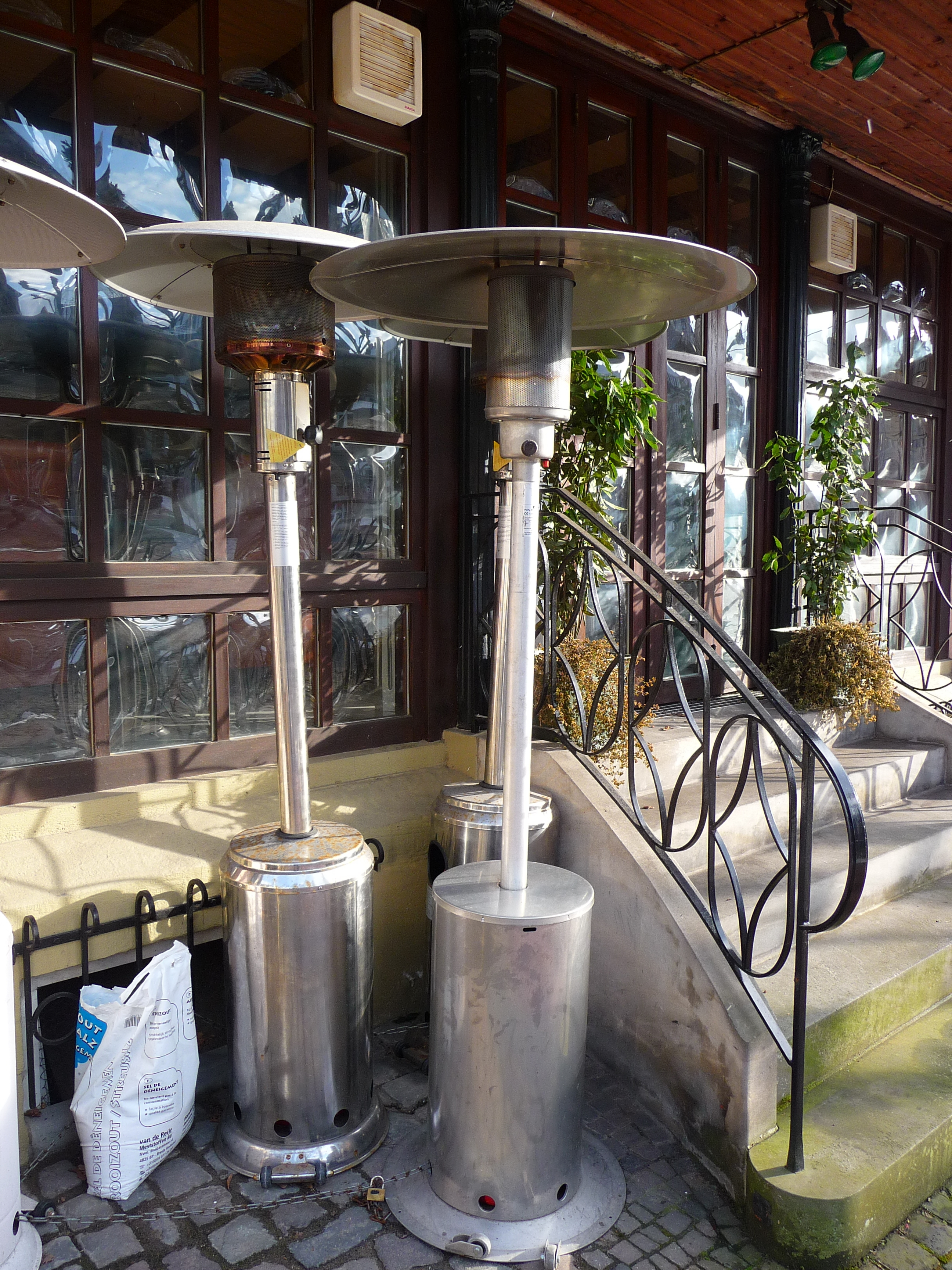
Terrassenstrahler (Heizpilz) für 11-kg-Propan-/Butangasflasche im Standfuß

## Infrarotlaser
Infrarotlaser sind eine spezielle Kategorie von Lasern, die Licht im Infrarotbereich des elektromagnetischen Spektrums emittieren. Diese Wellenlängen sind für das menschliche Auge nicht sichtbar, haben aber wichtige Anwendungen in verschiedenen Technologie- und Forschungsfeldern. Infrarotlaser werden häufig in der Telekommunikation, bei medizinischen Anwendungen, in der Materialbearbeitung und in der wissenschaftlichen Forschung eingesetzt.
In der Telekommunikation dienen Infrarotlaser zur Übertragung von Daten über Glasfaserkabel, wobei ihre Fähigkeit, Informationen über große Entfernungen mit geringem Signalverlust zu übertragen, von Bedeutung ist. In der Medizin werden sie für chirurgische Eingriffe und zur Behandlung von Hauterkrankungen eingesetzt, da sie präzise Schnitte ermöglichen und das umliegende Gewebe schonen. In der Industrie finden Infrarotlaser Anwendung in der Materialbearbeitung, beispielsweise beim Schneiden, Schweißen oder Gravieren verschiedener Materialien.

Infrarotlaser zeichnen sich durch ihre hohe Präzision und Effizienz aus. Sie können extrem fokussierte Strahlen erzeugen, die präzise Steuerung von Energie und Wärme ermöglichen. Dies macht sie zu einem unverzichtbaren Werkzeug in Bereichen, wo Genauigkeit und Kontrolle entscheidend sind.

## Elektrischer Betrieb
Grundsätzlich werden Lichtquellen nach Art der Emission unterteilt: Infrarotlampen, wie auch normale Glühlampen und die meisten Lichtquellen gehören zu den thermischen Strahlern, das heißt, sie geben Strahlung aufgrund und entsprechend ihrer Temperatur ab. Siehe dazu auch Schwarzer Körper. Schwarz bedeutet in diesem Zusammenhang, dass Strahlung nur aufgrund der körpereigenen Temperatur abgegeben wird und nicht aufgrund von Reflexionen oder Ähnlichem „verfälscht“ wird. Umgekehrt gilt, dass jeder Körper thermische Strahlung abgibt.

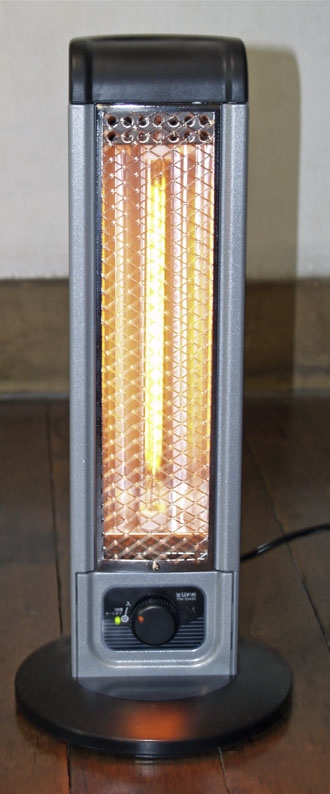
Quarzstrahler für den Heimbereich

Gemäß dem Wienschen Verschiebungsgesetz hängt die „Hauptfarbe“ der Wärmestrahlung eines (schwarzen) Körpers nur von dessen Temperatur ab: Je kälter er ist, desto niederfrequenter ist das Maximum der von ihm abgegebenen Strahlung. Beispiel: Ein moderat erhitzter Eisendraht glüht dunkelrot (niederfrequent); wenn der Draht weiter erhitzt wird, erhöht sich die Frequenz, was mit einer hellroten, orangen, gelben oder gar bläulich-weißen Farbe einhergeht. Besitzt der Draht dagegen beispielsweise nur Zimmertemperatur, so liegt seine Strahlung noch „unter“ dem dunkelsten Rot, was menschliche Augen noch erkennen können, mit anderen Worten: Ein solcher Draht scheint nicht von selbst zu leuchten. (Die Farbe ergibt sich aus dem Planckschen Strahlungsgesetz, das das Spektrum eines Schwarzen Strahlers beschreibt; die Farbe bspw. einer Leuchtdiode hat einen ganz anderen Hintergrund.)
Es hängt also von der Art der Lampe und damit der Glühtemperatur ab, wie viel sichtbares Licht und wie viel infrarotes Licht sie abstrahlt. So betrachtet wären daher relativ kühle Lampen recht effiziente Infrarotlampen, doch aufgrund des Stefan-Boltzmann-Gesetzes sinkt die gesamte Strahlungsleistung eines Körpers mit der vierten Potenz seiner Temperatur.

### Quarzstrahler
Bei einem Quarzstrahler befindet sich der vom elektrischen Strom durchflossene Heizwiderstand in einem mit Inertgas gefüllten, leicht opakem Quarzglasrohr. Daher kann die Temperatur des Drahtes höher als bei einem konventionellen Heizstrahler gewählt werden.
Rohre von Quarzstrahlern haben typischerweise 8 – 15 mm Außendurchmesser und sind zumeist zylindrisch-gerade. Sie können mit Drahtklammern aus Niro-Stahl gehaltert und mit 6,3-mm-Flachsteckern elektrisch kontaktiert werden. Das Rohrmaterial besteht aus quarzreichem Glas, reinem Quarzglas oder häufig dem etwas trüben Quarzgut Rotosil. Betriebstemperaturen bewegen sich um 600 °C bis 950 °C.

### Halogenstrahler
Bei einem Halogenstrahler ist der Wirkungsgrad höher als beim Quarzstrahler. Er wird auch zu Kochzwecken unter Ceranplatten eingesetzt.

### Infrarotlampen

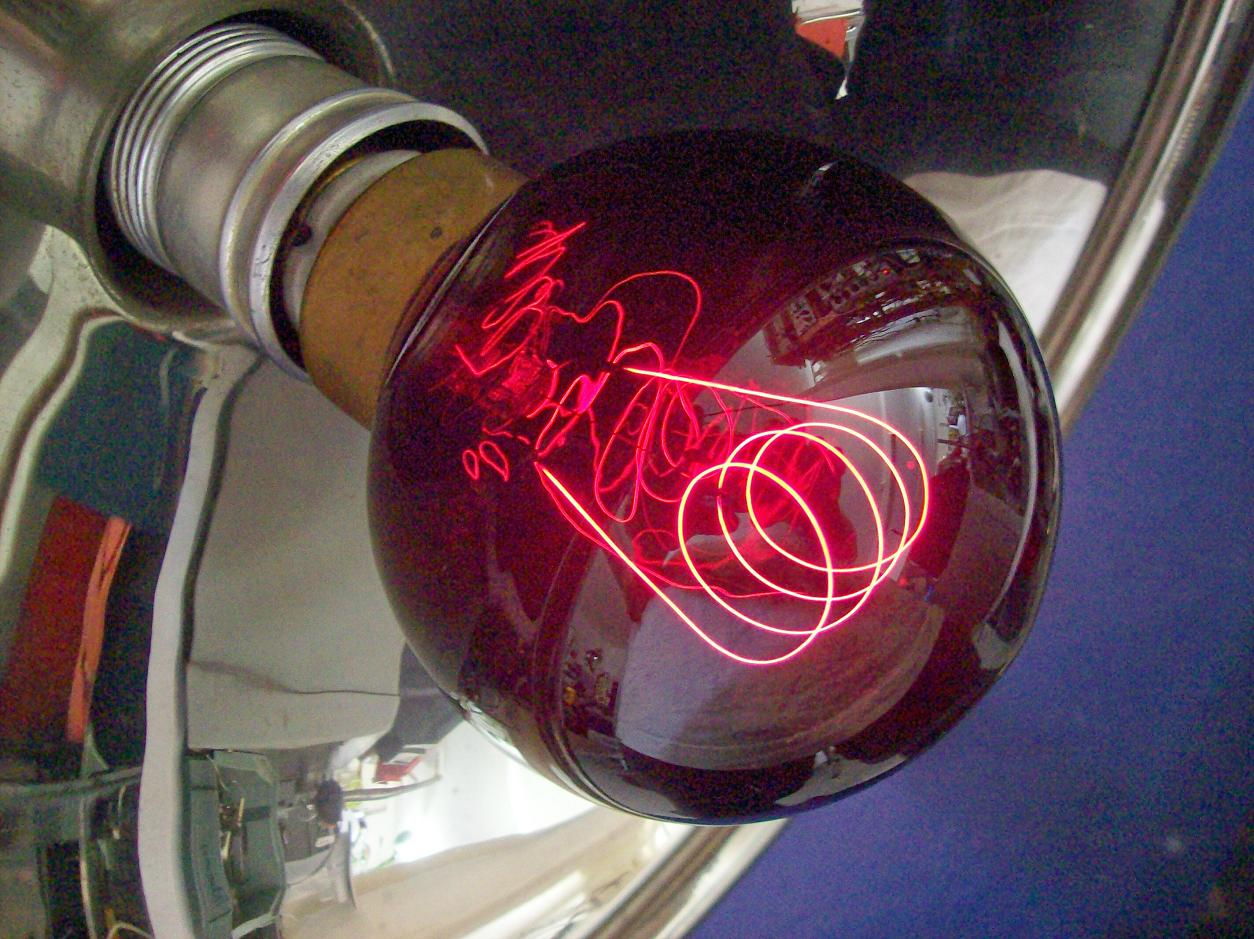
Kohlefaden-Glühlampe mit rot eingefärbtem Glaskolben

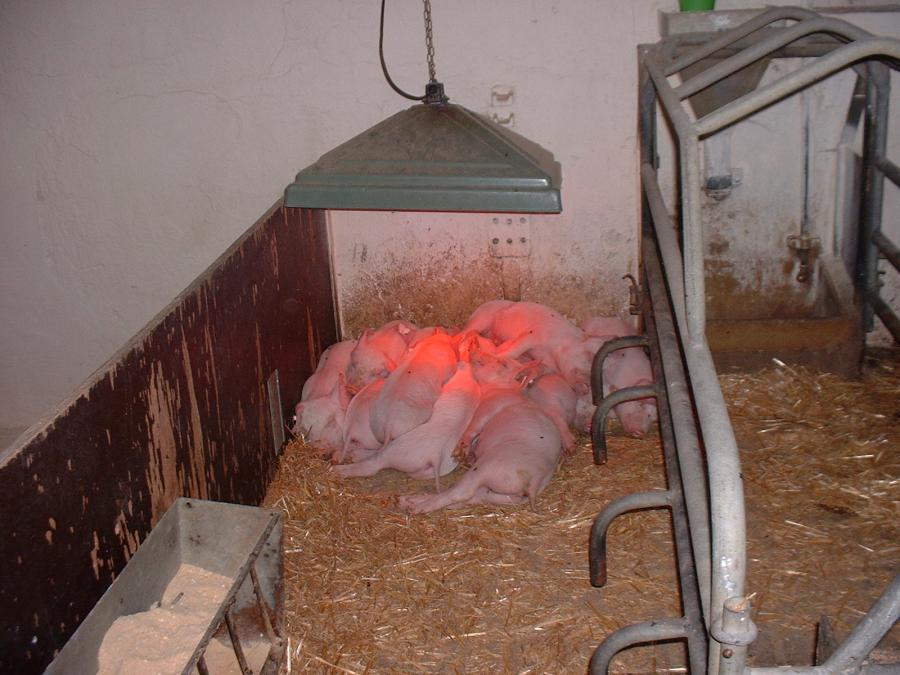
Ferkel unter einer Wärmelampe

Infrarotlampen (auch Rotlichtlampen oder Wärmelampen genannt) sind Glühlampen, die ganz überwiegend nicht sichtbare Wärmestrahlung abgeben. Dazu wird in die Lampe ein zumeist roter Filter eingebaut, um das restliche (nicht-rote) sichtbare Licht herauszufiltern. Auch können die eingesetzten Leuchtmittel diese Filter in ihrer Glasumhüllung direkt enthalten. Die emittierte Strahlung umfasst dann neben dem (noch sichtbaren) roten Lichtanteil hauptsächlich nur noch sogenannte nahe Infrarotstrahlung (NIR).
Infrarotlampen werden zum Beispiel in Kükenaufzuchtstationen und Terrarien eingesetzt. Sie geben Infrarotstrahlung in dem Bereich ab, den viele Lebewesen als angenehm empfinden. Dies lässt sich durch den hohen Anteil an NIR-Strahlung erklären, dem energiereichsten Infrarot mit der zugleich höchsten Eindringtiefe (von trotzdem nur wenigen Millimetern, siehe Eindringtiefen von IR-Strahlung): Die entstehende Wärme wird durch die auftreffende Strahlung also knapp unterhalb der Hautoberfläche erzeugt, und nicht direkt auf der Hautoberfläche, welches zumindest Menschen mitunter als unangenehm empfinden (Hautaustrocknung und Verbrennungsgefühl). Zugleich lösen diese Infrarotlampen trotz ihrer Leistung durch ihre milde und tiefrote Strahlung keinen Fluchtreflex bei Tieren aus, die ansonsten direktes Sonnenlicht meiden.
Die Intensität von modernen Infrarotlampen kann auch gedimmt werden. Dabei leuchtet die Glühwendel dann nicht mehr grell weiß bis hellgelb, sondern nur noch rötlich.
Es gibt auch modifizierte Infrarotlampen, die eher als Infrarotstrahler ausgelegt sind. Bei diesen wird der Anteil an sichtbarer Strahlung weiter reduziert und dafür anteilsmäßig mehr mittleres Infrarot (MIR) emittiert. Lampen auf der Basis von Glühwendeln können so noch einen Wellenlängenbereich von 5 – 10 μm erreichen. Diese Art der Infrarotlampe wird benutzt, wenn Körper aufgewärmt werden sollen, die für den NIR-Bereich (weitgehend) unsichtbar sind, d. h., die entsprechende Strahlung ungehindert passieren lassen. Ein Beispiel dafür ist Wassereis. Es ist im sichtbaren Bereich und im NIR praktisch durchsichtig. Erst im fernen Infrarot (FIR) wird es undurchsichtig, nimmt also die gesamte Energie der Strahlung auf und wird somit erwärmt. Wirksame „Eis-Auftau-Infrarotheizungen“ müssen also einen hohen Anteil an FIR-Strahlung abgeben.
Auch in industriellen Heizprozessen werden elektrische Infrarotstrahler, z. B. beim Thermoformen eingesetzt.

## Gasbetrieb
Heizstrahler in der Industrie und beim Camping sind hingegen meist mit Brenngas oder Flüssiggas betrieben, bei stationärem Einsatz seltener auch mit Erdgas. Dabei erhitzt die Gasflamme den Glühkörper. Industrieheizstrahler können zur alleinigen Hallenheizung verwendet werden. Für die Gasstrahler sind die für Gasgeräte gültigen Aufstellungsbestimmungen einzuhalten. Aufgrund dieser Eigenschaften sind sie für den Wohnbereich kaum geeignet. In den letzten Jahren kamen immer mehr Terrassenstrahler (auch „Heizpilze“ genannt) in Außenbereichen wie Straßencafés zum Einsatz. Diese Außenheizungen stehen wegen ihrer „Ästhetik“ und Klimaschädlichkeit in der Kritik, sind aber in den meisten deutschen Städten noch zugelassen (Stand: 2008). Im Wesentlichen unterscheidet man heute bei direktgasbefeuerten Geräten zwei Infrarotstrahlerarten: Hellstrahler und Dunkelstrahler.

### Hellstrahler
Hellstrahler werden durch einen atmosphärischen Brenner direkt beheizt und mit Erdgas, Petroleum oder Flüssiggas betrieben. Sie werden an der Wand oder an Decken installiert. Sie heißen Hellstrahler, weil die Erzeugung von Infrarotstrahlen durch eine sichtbare Verbrennung eines Gas-Luft-Gemisches an der Geräteunterseite vonstattengeht. Dabei glühen Keramikplatten „hell“. Die perforierten Keramikplatten bilden gleichzeitig das Herzstück der Hellstrahler. Durch sie strömt das Gas-Luft-Gemisch und verbrennt an deren Oberfläche. Die Keramikplattenoberfläche erhitzt sich dabei bis auf 950 °C und gibt Infrarotstrahlung ab. Reflektoren reflektieren die Strahlung nach unten in den Aufenthaltsbereich.

#### Platten
Früher waren die Keramikplatten relativ einfach aufgebaut. Im Durchschnitt besaßen sie circa 1200 Löcher und erreichten lediglich ein Viertel der Größe heutiger Platten. Die Oberfläche der rechteckigen Platten war eben. Entwickler fingen bereits in den 1970er Jahren an, die Keramikplatte zu verbessern. Sie hatten erkannt, dass Leistungsausbeute und Emission zum Großteil von der Oberflächenbeschaffenheit und vom Aufbau der Platte abhängig sind. Heute befinden sich zwischen 3000 und 4000 Löcher mit 1 – 1,3 mm Durchmesser auf einer Tafel. Die Oberfläche, die so genannte Tiefeneffektstruktur, ähnelt einer gleichmäßig angeordneten Bienenwabe. Durch sie vergrößert sich die spezifische Oberfläche und damit auch die Wärmeübertragungsfläche und die Strahlungsausbeute um rund 60 %. In jedem Loch brennt quasi eine kleine Flamme. Dadurch entsteht eine sehr heiße Keramikoberfläche, obwohl die eigentlichen Flämmchen relativ kühl bleiben. Dies reduziert die Stickoxid-Werte (NOx) auf einen kaum messbaren Bereich. Die Kohlenmonoxid-Werte (CO) liegen im Bereich von modernen Brennwertkesseln, die oftmals die gleichen Keramikplatten und den gleichen Effekt – heiße Oberfläche und kühle Flamme – nutzen. Eine hochwertige Keramikplatte hat eine sehr hohe Lebensdauer. Durch fortschrittliche Herstellungsverfahren besitzen sie ein außerordentlich dichtes und homogenes Gefüge. Das ist vor allem bei den unzähligen Wechselwirkungen kalt/heiß, verursacht durch Ein- und Ausschaltvorgänge vieler Betriebsjahre, wichtig.

#### Reflektoren
Um den Ansprüchen auf hohe Leistungsausbeute gerecht zu werden, gibt es neben unisolierten Geräten auch vollisolierte. Die Isolation bewirkt, dass der Wärmeübergang zur Reflektoraußenseite sehr gering ist, dadurch entsteht im Strahler ein Heißluftpolster, die Reflektoren werden heiß und strahlen ihrerseits Wärme ab. Diesen Effekt nennt man Kombistrahlung. Ein weiterer „Reflektor“, jedoch in Gitterform, das sogenannte Strahlungsgitter, sitzt direkt unter den Keramikplatten. Er bewirkt, dass die Strahlung von den Keramikplatten zum Teil zu ihnen reflektiert wird. Die Strahlung wird an der Oberfläche in Wärme umgewandelt und die Temperatur der Keramikplatte fängt an zu steigen, ein „Pingpong“ der Strahlung.

#### Infrarotleistung
Die Leistung der Geräte hat sich in den letzten Jahren rapide gesteigert. Erreichten früher Geräte durchschnittlich nur 40–50 %, liegt die abgestrahlte Leistung (Strahlungsfaktor) heute zwischen 65 % und 77 % (Stand: 2006). Der Strahlungsfaktor ist demzufolge ein direkter Indikator der Energieausbeute.

#### Einsatzgebiete
Hellstrahler eignen sich besonders für höhere Hallen mit Deckenhöhen über 6 m, zur Beheizung schlecht gedämmter Hallen oder zur Freiluftbeheizung. Sie kommen in Industrie, Werkstätten, Ausstellungshallen, Museen, Lagerhallen, Flugzeughangars, Kirchen und vielen weiteren Anwendungsbereichen zum Einsatz. Als besondere Anwendungsfälle können die Beheizung von Lagern zur Kondensatfreihaltung und die Beheizung von Fußballstadien genannt werden.

#### Vorschriften zur Abgasführung
Die Abgase von Hellstrahlern können aufgrund der fast schadstofffreien Verbrennung indirekt über die Raumluft abgeführt werden. Es muss eine Frischluftzufuhr von 10 m³/(h·kW) gewährleistet werden.

#### Regelung
Die Strahler lassen sich entweder in Stufen oder modulierend regeln. Je nach Planung und Temperaturprofil der Halle können unterschiedliche Temperaturen in einem Raum realisiert werden. So kann auf individuelle Temperaturanforderungen einzelner Zonen bzw. Arbeitsplätze flexibel eingegangen werden. Die Bedienung der Geräte erfolgt durch einfache Zeitschaltuhren oder komplexe Steuerungen, die die An- und Abschaltvorgänge mit Strahlungsfühlern regeln. Moderne Steuerungen ermitteln selbstständig den optimalen Einschaltzeitpunkt. PC-Anbindung oder Anbindung an die Gebäudeleittechnik ist ebenfalls möglich.

### Dunkelstrahler

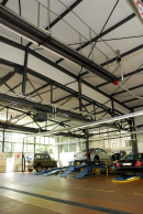
Dunkelstrahler in einer Kfz-Werkstatt.

Dunkelstrahler erzeugen die Wärme ebenfalls durch Verbrennung eines Sauerstoff-Gas-Gemisches, jedoch in geschlossenen Brennern mit Strahlrohren. Die Verbrennung ist also nicht sichtbar, daher der Name Dunkelstrahler. Durch die erzeugten Heißgase wird die Oberfläche der Strahlrohre erhitzt, die die Wärme überwiegend als Strahlung abgeben. Als Brennstoff wird Erd- und Flüssiggas, sowie Heizöl eingesetzt, wobei Letzteres nur wenige Hersteller anbieten.

#### Aufbau
Dunkelstrahler sind relativ einfach aufgebaute Geräte bestehend aus einem Brenner, einem Ventilator, einem Strahlungsrohr und darüber angeordneten Reflektoren. Ein linear oder u-förmig ausgebildetes Rohr dient als Strahlfläche. Der Brenner, der an einem Ende des Strahlrohres montiert ist, erzeugt eine Flamme, die relativ weit in das Rohr hineinreicht. Unterschieden wird hierbei zwischen Geräten mit Über- oder Unterdruck. Bei Überdruckgeräten sitzt der Ventilator an der gleichen Stelle wie der Brenner und „drückt“ die Flamme weit in das Strahlungsrohr. Der Ventilator ist hierbei nicht den heißen Abgasen ausgesetzt. Bei Undichtigkeiten an der Gerätekonstruktion können aufgrund des Überdrucks innerhalb des Systems Abgase in den Aufstellraum austreten. Bei Geräten im Unterdruckbetrieb, also mit Sauggebläse am Ende des Strahlungsrohres, wird ein Unterdruck erzeugt. Vorteil dieser Bauart besteht darin, dass auch bei Undichtigkeiten an der Konstruktion keine Abgase in den Aufstellraum gelangen können. Hierbei müssen die Abgasventilatoren entsprechend temperaturbeständig sein, da diese den heißen Gasen ausgesetzt sind. Bei beiden Arten wird eine lange und laminare Flamme erzeugt, die den Strahler über die gesamte Länge gleichmäßig erwärmt. Das Strahlungsrohr wird von einem Reflektor abgedeckt, der die Wärmestrahlung in den gewünschten Bereich lenkt. Zur weiteren Steigerung des Strahlungsfaktors kann das Reflektorblech mit einer Wärmedämmung aus mineralischen Fasern versehen werden.

#### Infrarotleistung
Die Rohroberflächentemperatur beträgt je nach Leistung und Ausführung zwischen 300 und 650 °C. Abhängig von der Bauart und Brennertechnologie arbeiten Dunkelstrahler aufgrund der relativ niedrigen Temperaturen mit Strahlungsfaktoren zwischen 45 % und 55 %. Der Strahlungsgrad moderner, isolierter Geräte (Strahlungsfaktor bis 77 %) ist kaum noch zu steigern und wird niemals das hohe Niveau von Hellstrahlern erreichen. In der Praxis wird dies dadurch relativiert, dass bei Hellstrahlern in geschlossenen Hallen eine Belüftung installiert werden muss, die viel eingebrachte Wärme abtransportiert. Durch die Einhaltung gesetzlich vorgeschriebener Abgaswerte stoßen die Entwickler hier an ihre Grenzen.

#### Abgasführung
Die Abgase von Dunkelstrahlern müssen über eine geeignete Abgasanlage aus der Halle abgeführt werden. Diese kann entweder einzeln pro Gerät oder gemeinsam mit mehreren Geräten erfolgen. Diese Art der Abgasabführung wird im Allgemeinen als Sammelabgasanlage bezeichnet. Die Abgasanlage bedarf einer jährlichen Prüfung durch den Schornsteinfeger.

#### Betriebsweise
Dunkelstrahler können wahlweise die notwendige Verbrennungsluft dem Aufstellraum entnehmen (raumluftabhängige Betriebsweise, Typ B) oder raumluftunabhängig (Typ C) betrieben werden. Bei dieser Betriebsweise wird die notwendige Verbrennungsluft vom Freien herangeführt. Dies erfolgt in der Regel über eine konzentrische Abgasanlage, wodurch die warmen Abgase die für die Verbrennung notwendige Außenluft vorwärmen.

#### Einsatzgebiete
Dunkelstrahler strahlen in geringerer Intensität als Hellstrahler, versorgen aber aufgrund ihrer Länge ein größeres Strahlungsfeld pro Gerät. Aufgrund der geringeren Oberflächentemperatur können sie bereits in Räumen ab einer Deckenhöhe von ca. 4 m eingesetzt werden. In explosionsgeschützten Bereichen oder Umgebungen mit korrosiven Luftbestandteilen ist ein Betrieb der Geräte nicht möglich.

#### Regelung
Die Regelung entspricht der von Hellstrahlern. Lediglich müssen bei Sammelabgasanlagen die Abgasventilatoren zusätzlich gesteuert werden.

## Vor- und Nachteile
Infrarotstrahlen benötigen kein „Trägermedium“ zum Transport ihrer Energie. Das heißt, sie gelangen nahezu verlustfrei vom Gerät zu den angestrahlten Oberflächen, statt durch die Konvektion der Luft. Natürlich erwärmen alle Körper, die beispielsweise innerhalb einer Halle per Infrarotstrahlung erwärmt wurden, auch ihrerseits per Wärmeleitung die Luft. Dieser Effekt ist allerdings unter Umständen deutlich geringer, als es bei den konventionellen Systemen der Fall wäre. Da die Luft nicht direkt erwärmt wird, entstehen unter Umständen geringere Warmluftpolster unter dem Dach. Je nach Gerätetyp und Hersteller soll sich so unter bestimmten Bedingungen Energie gegenüber herkömmlichen Elektroheizungen einsparen lassen. Eine Infrarotheizung kann also vorteilhaft sein, wenn in einem großen Raum nur lokal geheizt werden soll, ohne die gesamte Raumluft zu erwärmen. Der Einsatz kann auch sinnvoll sein, wenn z. B. Kellerräume nur wenige Stunden pro Woche genutzt werden sollen, weil sich Oberflächen unter der Infrarotstrahlung sehr schnell erwärmen.
Um aber einen ganzen Raum inklusive der Raumluft dauerhaft auf eine bestimmte Temperatur zu heizen, verbraucht eine Infrarotheizung genauso viel Energie wie jede andere Elektroheizung. Daher raten Verbraucherzentralen in der Regel aufgrund der hohen Betriebskosten von Infrarotheizungen im häuslichen Umfeld ab.

## Wirkungsgrad
Mit elektrischem Strom betriebene Infrarotstrahler geben bis zu 86 % der zugeführten Energie als Strahlung ab. Die Glühfäden emittieren die Wärme mittels Infrarotstrahlung. Der Verlust von Energie ist auf die Leitungen und die Konvektion zurückzuführen, insgesamt werden jedoch (wie bei jeder anderen Elektroheizung auch) nahezu 100 % der Energie in Wärme umgewandelt. Ein hoher energetischer Wirkungsgrad einer einzelnen Komponente ist jedoch nicht zwingend mit hoher Energieeffizienz gleichzusetzen. Bezieht man die Energieabgabe bei der Stromerzeugung und -verteilung ein, sind elektrische Direktheizungen meist ineffizient, um Niedertemperaturraumwärme bereitzustellen. Wird bei der Stromerzeugung Primärenergie mit Kohlenstoffdioxidgehalt verwendet (Erdöl, Erdgas), ergibt sich eine hohe Klimabelastung durch den Kohlenstoffdioxid-Ausstoß. Da elektrische Energie meist drei- bis viermal teurer ist als beispielsweise thermische Energie aus einer Gasheizung, sind die Betriebskosten relativ hoch.

## Absorption
Grundsätzlich ist die Absorption der Strahlung eines Infrarotstrahlers abhängig von dessen emittierter Wellenlänge in Bezug auf das Absorptionsspektrum des zu erwärmenden Materials (vgl. Infrarotstrahlung). Eine sorgfältige Auswahl des geeigneten Infrarotstrahlers ist erforderlich, um die Absorption zu erhöhen.
Mittleres oder klassisches (normales) Infrarot (MIR; Wellenlänge: 3 – 50 μm): Wasser beispielsweise besitzt ein Absorptionsspektrum mit einer Spitze von ungefähr 3,0 μm. Dies bedeutet, dass die Emissionsstrahlung von mittelwelligen Strahlern oder Karbon-Infrarotstrahlern von Wasser und Wasser-basierten Schichten (menschlicher Körper) besser absorbiert wird als die kurzwellige Strahlung. Selbiges gilt für zahlreiche Kunststoffe wie Polyvinylchlorid (PVC) oder Polyethylen. Deren Absorptionsspitze liegt um die 3,5 μm.
Nahes Infrarot (NIR; Wellenlänge: 0,78 – 3,0 μm): Umgekehrt absorbiert eine Vielzahl an Metallen Infrarotstrahlung nur im Bereich der Kurzwelle und zeigt eine hohe Reflexion bei Lang- und Mittelwellen. Keramik-Heizelemente arbeiten mit einer Temperatur zwischen 300 und 700 °C und generieren Infrarotstrahlung im Wellenlängenbereich bereits ab 2 – 10 μm. Die meisten Kunststoffe und zahlreiche andere Materialien absorbieren die Infrarotstrahlung am besten in diesem Bereich, weshalb Keramikstrahler bei diesen Materialien bevorzugt verwendet werden.

## Tiefenwirkung
Der infrarote Spektralbereich unterteilt sich in folgende Abschnitte (DIN 5031). Entscheidend für eine Nutzung in Außenbereichen ist die Tiefenwirkung unter die Hautschichten, die trotz Luftbewegungen als Wärme spürbar ist.
| Infrarotbereich           | Wellenlänge in nm    | Bereich      | Eindringtiefe in mm |
| ------------------------- | -------------------- | ------------ | ------------------- |
| IR-A (nahes Infrarot)     | 780 bis 1.400        | kurzwellig   | bis 5,0             |
| IR-B (nahes Infrarot)     | 1.400 bis 3.000      | mittelwellig | bis 2,0             |
| IR-C (mittleres Infrarot) | 3.000 bis 50.000     | langwellig   | bis 0,3             |
| IR-C (fernes Infrarot)    | 50.000 bis 1.000.000 | langwellig   | bis 0,3             |